# Sleep, Dearie Sleep
«Sleep, Dearie Sleep» es el episodio final de la serie dramática histórica de Netflix The Crown. El décimo episodio de la sexta temporada y el 60 en general, se estrenó el 14 de diciembre de 2023.

## Trama
La reina y el duque de Edimburgo comienzan a planificar sus respectivos funerales, y a la reina se le presenta un modelo de su procesión fúnebre de Estado. Mientras que Felipe se siente «estimulado» por la planificación de su propio funeral, Isabel se muestra más escéptica y emotiva ante la perspectiva. Durante una reunión de planificación, la reina dice más tarde que su preferencia por un funeral sería un «servicio tranquilo en Escocia, fuera de la vista y terminado en 20 minutos». Sin embargo, sus asesores señalan que la gente querrá celebrar su reinado, como la monarca con más años de servicio en la historia.
Luego, el príncipe de Gales le dice a la reina que quiere casarse con Camilla Parker Bowles. La conversación termina con ella diciendo que consultó previamente a los obispos de la Iglesia de Inglaterra y que el Arzobispo de Canterbury dijo que el matrimonio puede realizarse si es en una ceremonia civil y se realiza una oración de arrepentimiento en el siguiente servicio en Capilla de Jorge. Luego les pregunta al príncipe Guillermo y al príncipe Enrique qué piensan del matrimonio planeado por su padre. El príncipe Enrique se resiste a la sugerencia, mientras que el príncipe Guillermo acepta, siempre y cuando su padre esté feliz. Luego, la reina informa al príncipe Carlos del resultado, y él inmediatamente acude a Camila para finalmente proponerle matrimonio.
La reina pregunta entonces a su gaitero qué tipo de lamento le parece más bonito, mientras ella elige la música adecuada para su funeral. Luego, el gaitero toca «Sleep, Dearie, Sleep».   La reina le da permiso al gaitero para ofrecer su interpretación de la balada del soldado dentro de la casa y él procede a tocar. Las fuertes gaitas resuenan por toda la casa mientras varios miembros del personal reconocen la melodía con expresiones visibles que muestran su reconocimiento de la memoria de los soldados caídos. Una de las criadas que trabaja con otras personas preparando una sala de recepción en otro lugar de la casa recuerda la letra y la entona mientras sus compañeros de trabajo se detienen para escuchar su interpretación pensativa de la balada que canta: «Duerme, valiente soldado, debajo de la tierra fría / Por debajo el tranquilo césped será tu lugar de descanso / Y aun así esto es mejor para ti que nada en absoluto / Duerme, querida, duerme».
Surge un escándalo que involucra al príncipe Enrique, quien eligió un uniforme alemán del Afrika Korps de una empresa de alquiler de disfraces y fue fotografiado usándolo en una fiesta de cumpleaños. 
En el establo de caballos, la reina tiene una conversación con su yo de mediana edad (Olivia Colman), quien la insta a abdicar como reina, ya que al ser una conversación con sigo misma, son sus propios pensamientos los que le demuestran su cansancio y ha descuido hacia su papel de madre, al mismo tiempo que considera el papel de Carlos como el nuevo rey.
Tras esta conversación imaginaria, la reina comienza a planificar un discurso en la boda de Carlos y Camila donde anunciaría esta noticia. Sin embargo, más tarde sintetiza otro diálogo, cuando aparece la versión joven (Claire Foy). Esta reina más joven le desaconseja abdicar, recordándole que juró dedicar toda su vida al servicio del pueblo. Ella dice que la corona es un «símbolo de permanencia, de estabilidad, de continuidad» y que renunciar sugeriría el lujo de la elección, yendo en contra de la idea de que es su derecho de nacimiento. Ella dice que la reina mayor se ha vuelto «liberada» y «confidente» desde su Jubileo de Oro y la muerte de su madre, y dice que en realidad está en su mejor momento. Ella dice que el sistema no es «natural» ni «amable», pero ella parece «prosperar» en él, y él prospera bajo su mando, mientras que no es algo natural para el resto de la familia. Mientras la reina mayor pregunta por la mujer que fue antes, la reina más joven le dice que si fuera a buscarla «no la encontraría». Hace tiempo que se fue y sólo queda la reina Isabel.
La reina pronuncia su discurso después de la boda y no hay indicios de que cuestione su propia posición. Guillermo le insinúa a la reina que sabía con qué había estado luchando, y ella le dice que necesita cuidar de Harry, porque los repuestos necesitan «cuidado y atención extra».
Después de la recepción de la boda de Carlos y Camila, Felipe e Isabel conversan en la Capilla conmemorativa de Jorge VI, donde él expresa sus dudas de que quienes vendrán después de ella estén «remotamente listos» para asumir la corona. Isabel duda de sí misma y Felipe le dice que Isabel «nació lista» y que es única de su especie. Dice que no tendrán que preocuparse por eso, ya que una vez que alguien más tome el poder, serán enterrados en esa misma capilla, mientras que también expresa su creencia de que la monarquía llegará a su fin después de que ellos se hayan ido, ya que «el sistema ya no tiene sentido», al mismo tiempo que Felipe con toda seguridad le dice que «no es nuestro problema».
Felipe se va y la reina se queda sola en la capilla, mientras recuerda su vida. Coge su bolso y se gira para ver a su gaitero tocar el lamento fúnebre elegido, «Sleep, Dearie, Sleep». A medida que avanza hacia la salida, aparece su ataúd, con la corona, el orbe y el cetro apoyados sobre él. Detrás de él, una joven Isabel (Viola Prettejohn), vestida de uniforme, sale y saluda a la reina. Cuando la reina regresa hacia la salida, aparecen las versiones de la reina de Claire Foy y Olivia Colman, y ella se abre paso a través de la capilla. La puerta de salida se abre y ella sale, mostrando una simbólica luz blanca brillante,  representando el fin de su reinado, el final de la «nueva era Isabelina» y el fin de la serie como tal.

## Recepción
The Daily Telegraph calificó el episodio con dos estrellas y lo calificó como "una nota amarga y triste para terminar". 